# Acrolophus urcei
Acrolophus urcei är en fjärilsart som beskrevs av Druce 1901. Acrolophus urcei ingår i släktet Acrolophus och familjen Acrolophidae. Inga underarter finns listade i Catalogue of Life.